# 1568 Айслін
1568 Айслін (1568 Aisleen) — астероїд головного поясу, відкритий 21 серпня 1946 року.
Тіссеранів параметр щодо Юпітера — 3,392.

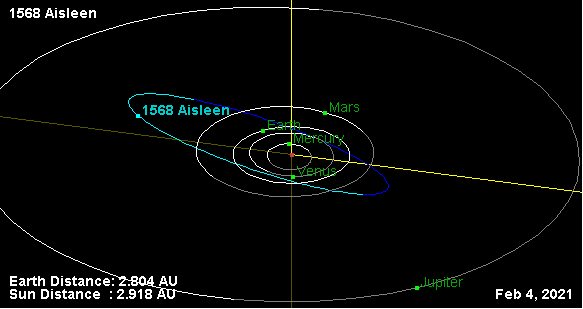
Орбіта астероїда Айслін і його положення в Сонячній системі